# Marian Rawicz
Marjan Leon Rawicz (ur. 1908, zm. 1974), także Mariano Rawicz – polsko-chilijski grafik, ilustrator i fotografik. Jest znany jako jeden z najważniejszych grafików działających po stronie republikańskiej podczas hiszpańskiej wojny domowej oraz jako nauczyciel akademicki w Chile.

## Pochodzenie i wykształcenie
Marian Rawicz urodził się we Lwowie w zasymilowanej rodzinie żydowskiej; jego ojciec był adwokatem. W rodzinie mówiło się po polsku. W niektórych pracach historiograficznych Rawicz traktowany jest jako Żyd, a w dokumentach ASP wskazano „wyznanie mojżeszowe”. W roku 1914 uciekając przed nadciągającą armią rosyjską rodzina opuściła Lwów, aby przez Zakopane i Kraków dotrzeć do Wiednia; wróciła do domu w roku 1917.
Po ukończeniu gimnazjum w roku 1926 Rawicz podjął studia na krakowskiej Akademii Sztuk Pięknych, których jednak nie ukończył; zafascynował się zorientowanymi komercyjnie technikami ilustratorskimi i typografią. Po okresie pracy w agencji reklamowej w Katowicach i krótkim powrocie do Lwowa wyjechał do Lipska, gdzie podjął naukę w Hochschule für Grafik und Buchkunst Leipzig. Tam poznał hiszpańskiego studenta, którego ojciec był właścicielem drukarni w Madrycie. Na jego zaproszenie przeniósł się w roku 1930 do Hiszpanii, gdzie w wydawnictwie Fauré podjął pracę jako grafik.

## W Hiszpanii republikańskiej
W Madrycie Rawicz poznał zatrudnionego w tej samej firmie działacza, który wprowadził go do radykalnie lewicowego wydawnictwa Hoy. Rawicz znalazł się pod wpływem PCE i wkrótce wszedł w konflikt z kierownictwem Hoy, które m.in. wydawało dzieła Trockiego. W roku 1931 przeszedł do ortodoksyjnie stalinowskiego wydawnictwa Cénit, które wydawało m.in. powieści autorów radzieckich; został tam dyrektorem ds. graficznych i artystycznych. W roku 1932 założył Viviendas, luksusowy magazyn poświęcony architekturze i sztuce wzorniczej, który wydawał przez 3 lata. Sprowadził do Hiszpanii siostrę. Jako jeden ze współzałożycieli Towarzystwa Przyjaciół Związku Radzieckiego miał dostęp do radzieckich wydawnictw i fotografii, uważanych wówczas za nowatorskie. Założył własną agencję fotograficzną „M. Rawicz”.
W roku 1934 Rawicz został aresztowany; był podejrzany o udział w działaniach rewolucyjnych. Podczas dwumiesięcznego pobytu w więzieniu Modelo wstąpił do PCE. Wydalony w 1934 lub 1935 z Hiszpanii do Francji wrócił do Lwowa, gdzie się ożenił. Tam też zastał go wybuch wojny domowej w Hiszpanii.

## Wojna domowa i wczesny frankizm
Rawicz wrócił do Hiszpanii (republikańskiej) w styczniu 1937; przyjęty do pracy w Wydziale Propagandy Ministerstwa Oświaty, projektował okładki książek, ulotki, plakaty i inne druki propagandowe. Jako zaufany człowiek PCE pracował w Walencji jako cenzor, czytając m.in. korespondencję po polsku i po niemiecku; zastrzegał się potem, że nigdy z jego powodu nikt nie trafił do więzienia. Po tzw. wydarzeniach majowych w Barcelonie został podejrzany o trockizm i aresztowany, a w październiku 1937 wydalony z PCE; prasa pisała o nim jako o „znanym trockiście, podejrzanym o kontakty z Gestapo”. Wiosną 1938 Rawicza powołano do wojska; walczył m.in. w bitwie nad Ebro. W październiku 1938 przywrócono go do pracy w ministerstwie, które wówczas mieściło się w Barcelonie.
Rawicz nie zdołał opuścić strefy republikańskiej podczas upadku Katalonii w początkach 1939 roku i został aresztowany przez Nacjonalistów; jego żona popełniła samobójstwo wkrótce potem. Został skazany na karę śmierci, którą zamieniono na dożywotnie więzienie. Karę odbywał w Walencji, gdzie wykonał tysiące portretów współwięźniów i strażników. Na mocy amnestii opuścił więzienie w roku 1946.

## W Chile
W listach rodzina odradzała mu powrót do powojennej Polski, a tym bardziej do radzieckiego Lwowa. W depresji Rawicz podjął próbę samobójczą zażywając środki nasenne, został jednak uratowany. Z narzeczoną Lolitą Pellicer w roku 1947 wyjechał do Buenos Aires, a stamtąd do Chile.
Dzięki wsparciu Maurycego Amstera Rawicz został zatrudniony jako wykładowca w Escuela de Diseño de la Universidad Católica w Santiago de Chile, gdzie pracował do emerytury. Zatrudniony był także przez chilijskie MSZ jako tłumacz z niemieckiego i polskiego. Nie podjął już pracy jako grafik i ilustrator. W roku 1956 uzyskał obywatelstwo chilijskie. W końcu lat 60. Rawicz przyjaźnił się z Ryszardem Kapuścińskim, wówczas korespondentem PAP w Chile; Rawicz pomagał mu uczyć się języka. Do końca życia Rawicz uważał się za marksistę z zastrzeżeniem, że był humanistą i libertarianinem, który nie identyfikuje się ani z ustrojem Polski Ludowej ani ZSRR.
W drugim związku małżeńskim Rawicz przysposobił córkę żony z jej poprzedniego związku. Małżeństwo miało też naturalną córkę, obywatelkę Chile. W roku 1964 Rawicz i Pellicer rozstali się, a ten pierwszy związał się z argentyńską pianistką, Nancy Morales. Wnukiem Rawicza jest chiljski kompozytor i tłumacz Sebastián Jatz Rawicz. Młodszy brat Mariana Piotr (1919–1982) był umiarkowanie znanym pisarzem.